# Korendijk
| Gemeentegrenzen Wijkgrenzen Buurtgrenzen Autosnelweg Secundaire weg Spoorweg |  |  | ██ Geselecteerde gemeente ██ Bebouwd gebied ██ Bos of park ██ Binnenwater, rivier of kanaal |

Korendijk en omgeving

Korendijk (uitspraakⓘ) was een van de vijf gemeenten op het eiland Hoeksche Waard in de Nederlandse provincie Zuid-Holland, net ten zuiden van havenstad Rotterdam. Sinds 1 januari 2019 vormt de Korendijk met de voormalige gemeenten Binnenmaas, Strijen, Cromstrijen en Oud-Beijerland de gemeente Hoeksche Waard.
De gemeente had 11.097 inwoners (per 1 januari 2018). Het gemeentehuis stond in Piershil. Landbouw en boomgaarden nemen in deze gemeente de meeste ruimte in. De dijken worden begraasd door schapen en koeien (op Tiengemeten worden ook Schotse Hooglanders ingezet). Vanwege het groene en stille karakter trekt het gebied veel dagjesmensen.

## Geschiedenis
Korendijk is op 1 januari 1984 ontstaan uit een samenvoeging van de gemeenten Goudswaard, Nieuw-Beijerland, Piershil en Zuid-Beijerland. Het eiland Tiengemeten hoort ook bij Korendijk. Aan de zuidkant liggen het Haringvliet en het Vuile Gat. Aan de westkant loopt het Spui dat het Haringvliet verbindt met de Oude Maas.
De naam van de gemeente is bij de gemeentelijke herindeling voorgesteld als "Coorndijck". Deze naam komt van het oudste gedeelte van de nieuwe gemeente, namelijk de polder "de Oude Korendijk" van de vroegere gemeente Goudswaard. De ruwaard van Putten gaf ergens in het begin van de 15e eeuw opdracht een nieuw coornland te bedijken, wat toen de naam "de Coorndijck" kreeg.
De provincie Zuid-Holland en de Tweede Kamer namen het naamvoorstel in zoverre over dat de naam op de nieuwe manier zou worden geschreven. In het wetsontwerp werd de benaming "West-Hoeksche Waard" gebruikt.
Korendijk is gestopt met bestaan in 2019 omdat alle dorpen/gemeenten in de Hoeksche Waard nu vallen onder de gemeente Hoeksche Waard.

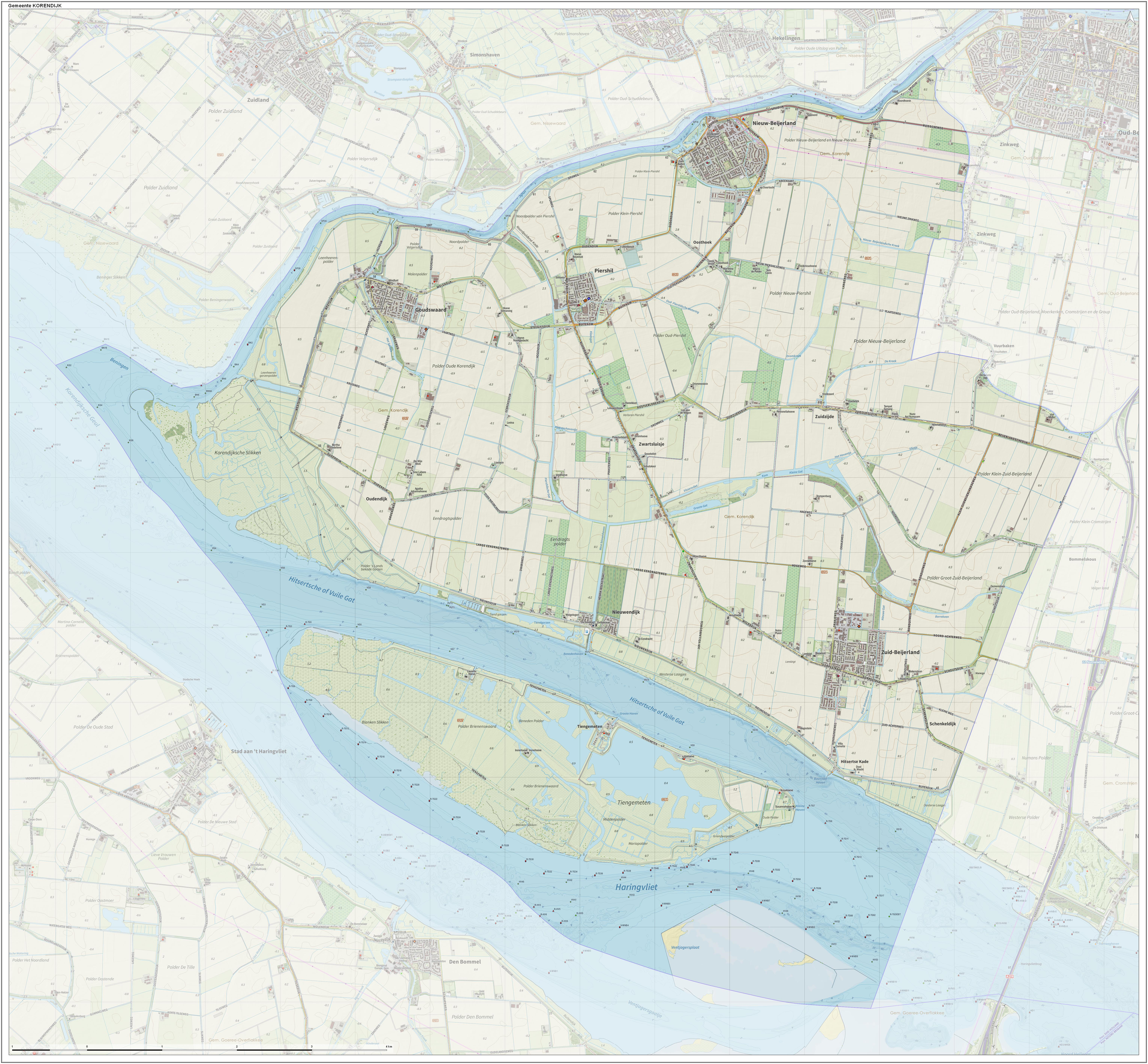
Topografische kaart van de gemeente Korendijk

## Politiek

### Zetelverdeling gemeenteraad
De gemeenteraad van Korendijk bestond uit 15 zetels. Hieronder staat de samenstelling van de gemeenteraad sinds 1998:
| Gemeenteraadszetels        | Gemeenteraadszetels | Gemeenteraadszetels | Gemeenteraadszetels | Gemeenteraadszetels | Gemeenteraadszetels | Gemeenteraadszetels | Gemeenteraadszetels |
| Partij                     | 1990                | 1994                | 1998                | 2002                | 2006                | 2010                | 2014                |
| -------------------------- | ------------------- | ------------------- | ------------------- | ------------------- | ------------------- | ------------------- | ------------------- |
| SGP                        | 3                   | 4                   | 4                   | 4                   | 4                   | 4                   | 4                   |
| Gemeentebelangen Korendijk | 1                   | 2                   | 3                   | 3                   | 2                   | 2                   | 3                   |
| CDA                        | 4                   | 3                   | 3                   | 3                   | 3                   | 3                   | 3                   |
| VVD                        | 2                   | 3                   | 3                   | 3                   | 3                   | 3                   | 2                   |
| PvdA                       | 3                   | 3                   | 2                   | 2                   | 3                   | 2                   | 1                   |
| GroenLinks                 | -                   | -                   | -                   | -                   | -                   | 1                   | 1                   |
| D66                        | -                   | -                   | -                   | -                   | -                   | -                   | 1                   |
| Totaal                     | 15                  | 15                  | 15                  | 15                  | 15                  | 15                  | 15                  |

In verband met de per 1 januari 2019 voorgenomen fusie zijn er in 2018 geen gemeenteraadsverkiezingen geweest.

## Cultuur

### Monumenten
In de gemeente zijn er een aantal rijksmonumenten en oorlogsmonumenten, zie:
- Lijst van rijksmonumenten in Korendijk
- Lijst van oorlogsmonumenten in Korendijk

### Kunst in de openbare ruimte
In de gemeente Korendijk zijn diverse beelden, sculpturen en objecten geplaatst in de openbare ruimte, zie:
- Lijst van beelden in Korendijk

## Natuur
De Korendijkse Slikken is een vogelreservaat dat wordt beheerd door de Vereniging Natuurmonumenten. Die bezit en beheert tevens het eiland Tiengemeten. Het eiland is bereikbaar met de pont vanuit Nieuwendijk (gelegen tussen Zuid-Beijerland en Goudswaard). Al enkele jaren wordt gewerkt om de landbouw op dit eiland weg te werken ten behoeve van extra natuur. Op termijn zal een deel moerasgebied worden. Sinds 8 juli 2009 is het Rien Poortvlietmuseum op Tiengemeten gevestigd.